# Oeax paralateralis
Oeax paralateralis là một loài bọ cánh cứng trong họ Cerambycidae.